# Seguenzia cervola
Seguenzia cervola är en snäckart som beskrevs av Dall 1919. Seguenzia cervola ingår i släktet Seguenzia och familjen Seguenziidae. Inga underarter finns listade i Catalogue of Life.